# Imperial megye
Imperial megye az Amerikai Egyesült Államokban, azon belül Kalifornia államban található. Lakosainak száma 179 702 fő (2020. április 1.). Imperial megye San Diego, Riverside, La Paz, Yuma, Mexicali és Tecate megyékkel határos.

## Népesség
A megye népességének változása:
| Lakosok száma | 174 750 | 175 895 | 176 768 | 176 584 | 180 191 | 181 215 | 179 702 |
|               | 2010    | 2011    | 2012    | 2013    | 2015    | 2019    | 2020    |